# Fritz Felgentreu

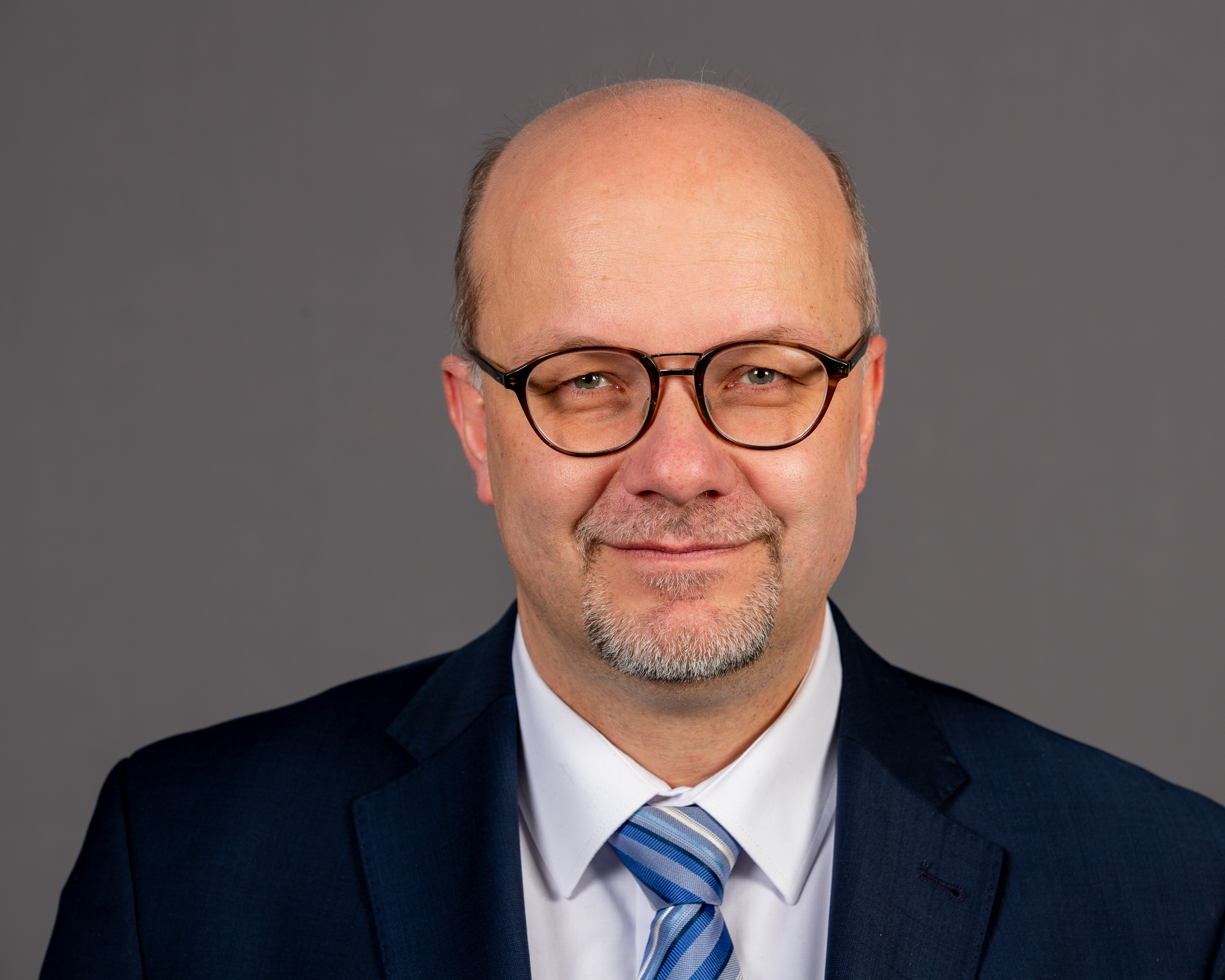
Fritz Felgentreu MdB (SPD) (2020)

Fritz Felgentreu (* 1. September 1968 in Kiel) ist ein deutscher Politiker (SPD) und klassischer Philologe. Er war von 2013 bis 2021 Mitglied des Bundestages.
Zudem war er in den Jahren 2012 bis 2016 stellvertretender Landesvorsitzender der Berliner SPD und von 2004 bis 2014 Kreisvorsitzender der SPD in Neukölln.
In den Jahren 2015 bis 2022 war er Vorsitzender des Deutsch-Moldauischen Forums. Er ist seit 2014 Vorsitzender des Landesverbands Berlin des Volksbunds Deutsche Kriegsgräberfürsorge und seit 2021 Bundesvorsitzender des Reichsbanners Schwarz-Rot-Gold.

## Leben und Beruf
Felgentreu legte im Jahr 1987 in Büsum das Abitur ab und diente anschließend zwei Jahre lang bei der Bundeswehr. In den Jahren 1989 bis 1995 studierte er Klassische Philologie, Slawistik und Psychologie an der Freien Universität Berlin und wurde 1998 bei Widu-Wolfgang Ehlers promoviert. Von 1998 bis 2008 war er Wissenschaftlicher Assistent am Institut für Klassische Philologie der FU Berlin. Im Juli 2008 habilitierte Felgentreu sich in Klassischer und Neulateinischer Philologie. Im Wintersemester 2008/2009 vertrat er den Lehrstuhl für Gräzistik an der Ruhr-Universität Bochum, im Wintersemester 2011/12 den Bochumer Lehrstuhl für Latein und war im Sommersemester 2012 Gastprofessor für Latein an der Freien Universität Berlin. Von 2010 bis zu seiner Wahl in den Bundestag im Jahr 2013 war Fritz Felgentreu auch Lehrer für Latein und Altgriechisch am Evangelischen Gymnasium zum Grauen Kloster in Berlin. Nach seinem Ausscheiden aus dem Bundestag nahm er diese Tätigkeit wieder auf und wurde außerdem im Juli 2022 Mitglied des Senior Advisory Boards der Strategieberatung Concilius.
Felgentreu beschäftigt sich mit der staatsnahen Dichtung und Rhetorik der Spätantike, besonders mit den Schriften von Claudian und Libanios, außerdem mit der christlichen Kabbalistik und Pansophie der Frühen Neuzeit (Johannes Reuchlin) und mit Heinrich Rantzau sowie mit der Geschichte Dithmarschens. 2011 übersetzte Felgentreu das in lateinischer Sprache geschriebene Büchlein des aus Berlin stammenden Altphilologen Harry C. Schnur (C. Arrius Nurus): Vallum Berolinense. Menippea, in welchem der Verfasser den von ihm am 13. August 1961 miterlebten Bau der Berliner Mauer schildert. Der Band wurde vom Berliner Abgeordnetenhaus veröffentlicht.
Felgentreu ist Reserveoffizier der Bundeswehr, seit dem 30. September 2015 im Dienstgrad eines Hauptmanns. Im September 2024 wurde ihm vom Bundesverteidigungsminister Boris Pistorius das Ehrenkreuz der Bundeswehr in Gold verliehen.

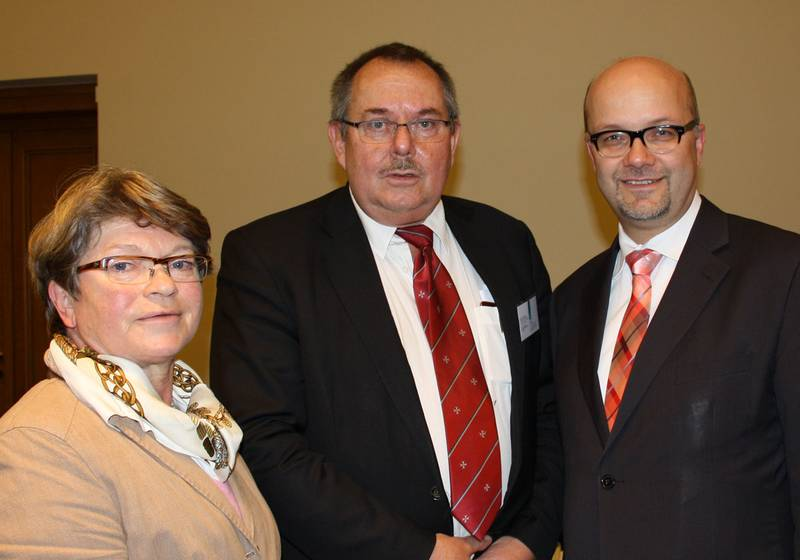
Fritz Felgentreu mit Mieke Senftleben nach seiner Wahl zum Berliner Volksbund-Landesvorsitzenden

## Mitgliedschaften und Parteiämter
Felgentreu ist seit 1992 Mitglied der SPD. Er war Juso-Kreisvorsitzender von Berlin-Neukölln und in den Jahren 2004 bis 2014 Kreisvorsitzender der SPD in Neukölln. Vom Juni 2012 bis April 2016 war er stellvertretender Landesvorsitzender der Berliner SPD. Er ist Mitglied der Gewerkschaft Erziehung und Wissenschaft, im Deutschen Bundeswehrverband, der Arbeiterwohlfahrt, im Arbeiter-Samariter-Bund, der Mommsen-Gesellschaft, im Deutschen Altphilologenverband, bei Philologia e. V. und im Colloquium Psychoanalyse. Seit dem 24. März 2014 ist Felgentreu Vorsitzender des Landesverbands Berlin des Volksbundes Deutsche Kriegsgräberfürsorge, von November 2015 bis April 2022 war er Vorsitzender des Deutsch-Moldauischen Forums e. V. und seit Oktober 2021 ist er Bundesvorsitzender des Reichsbanners Schwarz-Rot-Gold.

## Öffentliche Ämter
In den Jahren 2001 bis 2011 war Felgentreu direkt gewählter Abgeordneter des Wahlkreises 2 (Hermannstraße) im Abgeordnetenhaus von Berlin. Dort war er Mitglied im Ausschuss für Inneres, Sicherheit und Ordnung, im Ausschuss für Verfassungsschutz, im Unterausschuss Datenschutz und im Ausschuss für Recht und Verfassungsfragen. Außerdem war er rechtspolitischer Sprecher seiner Fraktion. Seit Oktober 2006 (16. Wahlperiode) war Felgentreu Stellvertretender Fraktionsvorsitzender. Außerdem war er im Kuratorium der Humboldt-Universität Berlin. Bis 2010 war er Mitglied im Aufsichtsrat des Liegenschaftsfonds Berlin.
Am 21. Februar 2009 wurde er vom Neuköllner Kreisverband der SPD zum Direktkandidaten für die Bundestagswahl am 27. September 2009 gewählt. Er kandidierte im Bundestagswahlkreis Berlin-Neukölln, unterlag jedoch Stefanie Vogelsang (CDU). 

## Abgeordneter
Am 16. Februar 2013 stellte ihn die Neuköllner SPD erneut als Direktkandidaten im Wahlkreis Neukölln für die Wahlen zum 18. Deutschen Bundestag am 22. September 2013 auf. Er konnte mit 32,3 % der Stimmen diesen Wahlkreis für sich entscheiden und zog damit in den 18. Deutschen Bundestag ein.
Im Januar 2014 wurde Felgentreu ordentliches Mitglied im Verteidigungsausschuss sowie Mitglied des Ausschusses für Familie, Senioren, Frauen und Jugend. Er war zudem Schriftführer des Bundestages. Im Mai 2015 wurde Felgentreu zum stellvertretenden Sprecher der Arbeitsgruppe Sicherheits- und Verteidigungspolitik der SPD-Bundestagsfraktion gewählt.
Im Ausschuss für Familie, Senioren, Frauen und Jugend war er unter anderem zuständig für verschiedene Familienleistungen. Dazu zählen zum Beispiel das Elterngeld, Elterngeld Plus, Kindergeld, Kinderfreibeträge sowie der Kinderzuschlag und der Unterhaltsvorschuss. Weitere Schwerpunktthemen waren die Familienarbeitszeit, die Betreuungs- und Bildungsinfrastruktur, der Internationale Jugendaustausch, die Belange von Eineltern- beziehungsweise getrennt-erziehenden Familien sowie Gewalt gegen Frauen.
Im Verteidigungsausschuss des Deutschen Bundestages war Felgentreu vor allem für die Attraktivität der Bundeswehr als Arbeitgeberin zuständig. Dazu zählten zum Beispiel Themen wie die Vereinbarkeit von Familie und Dienstzeit, soziale Angelegenheiten und Familienbetreuung. Weiterhin waren die Arbeitszeiten, das Laufbahnrecht, die Besoldung und Beförderung, Sozialversicherung sowie Aus- und Fortbildung innerhalb der Bundeswehr in seiner Arbeit von besonderer Bedeutung. Haushälterisch berichtete er vor allem über die Verpflichtungen im Rahmen der Mitgliedschaft zur NATO und zu anderen internationalen Organisationen. Regional lag sein Fokus auf Ostdeutschland und den ehemaligen GUS-Staaten, wie zum Beispiel der Ukraine, Georgien und der Republik Moldau.
Am 21. Januar 2017 stellte ihn die Neuköllner SPD erneut als Direktkandidaten im Wahlkreis Neukölln für die Wahlen zum 19. Deutschen Bundestag am 24. September 2017 auf. Fritz Felgentreu gewann bei der Bundestagswahl das Direktmandat mit 26,8 % und zog damit wieder in den Deutschen Bundestag ein.
Ab Januar 2018 war er Obmann der SPD im 1. Untersuchungsausschuss der 19. Wahlperiode des deutschen Bundestages zum Terroranschlag auf den Weihnachtsmarkt auf dem Breitscheidplatz. 
Im 19. Deutschen Bundestag war Felgentreu Obmann im Verteidigungsausschuss. Zudem war er als stellvertretendes Mitglied im Ausschuss für Bildung, Forschung und Technikfolgenabschätzung vertreten.
Im Januar 2018 wurde er verteidigungspolitischer Sprecher der SPD-Fraktion. Im Dezember 2020 legte er sein Amt als verteidigungspolitischer Sprecher nieder, nachdem die SPD-Fraktion ihre Zustimmung zum Einsatz bewaffneter Drohnen zurückgezogen hatte. Er begründete das mit seiner „anderen Auffassung“.
Zur Bundestagswahl 2021 trat er nicht mehr an.

## Schriften
- Claudians praefationes. Bedingungen, Beschreibungen und Wirkungen einer poetischen Kleinform. Stuttgart/Leipzig 1999 (Beiträge zur Altertumskunde, 130)

Als Herausgeber
- Johannes Reuchlin: Sämtliche Werke. Band II,1: De arte cabalistica libri tres (1517). Lateinischer Text, deutsche Übersetzung, Stellennachweis, Register, editorische Beigaben, hg. von Widu-Wolfgang Ehlers und Fritz Felgentreu. Berliner Ausgabe (BA), Stuttgart 2010
- Heinrich Rantzau [Christianus Cilicius Cimber]: Belli Dithmarsici vera descriptio. Wahre Beschreibung des Dithmarscher Krieges. übersetzt, ediert und eingeleitet von Fritz Felgentreu, Schleswig 2009 (Veröffentlichungen des Landesarchivs Schleswig-Holstein 86)
- Johann Lorenz Schmidlin: Pictura docens. Kritische Edition. Lateinisch und deutsch, hg. und übs. von Fritz Felgentreu und Widu-Wolfgang Ehlers, Stuttgart 2006 (Clavis Pansophiae 4)
- mit Widu-Wolfgang Ehlers und Stephen Wheeler (Hrsg.): Aetas Claudianea. Eine Tagung an der Freien Universität Berlin vom 28. bis 30. Juni 2002. K. G. Saur, München 2004, ISBN 978-3-598-73020-7.